# Asahi Kasei
Asahi Kasei Corporation (旭化成株式会社?, Asahi Kasei Kabushiki-gaisha) (TYO: 3407) è un'industria giapponese.
Fondata nel maggio del 1931, producendo base di ammoniaca, acido nitrico, e altri prodotti chimici.